# Ali Lmrabet
Ne doit pas être confondu avec Ali Mrabet ou Adil Lemrabet.
Ali Lmrabet est un journaliste marocain né à Tétouan en 1959.

## Biographie
Ali Lmrabet a débuté comme correspondant, puis devient rédacteur en chef du périodique Le Journal hebdomadaire.
En 1998, il a eu l’audace d’interviewer le vieil opposant politique de Hassan II Abraham Serfaty et Malika Oufkir (la fille du général Mohamed Oufkir) tous deux alors exilé en France.
Il a créé l'hebdomadaire Demain, le 11 mars 2000. En 2011, il lance la version en ligne.
Il est le premier reporter à avoir franchi le détroit de Gibraltar en « patéra » (été 2000), ces embarcations de fortune utilisées par les immigrés illégaux pour passer en Espagne.
Il s'est rendu dans les camps de réfugiés de Tindouf pour interviewer le chef du Front Polisario, Mohamed Abdelaziz.
Il a travaillé comme correspondant au Maghreb du quotidien espagnol El Mundo dans les années 2000,,,.
Il est nommé en 2014 par Reporters Sans Frontières parmi les 100 héros de l'information dans le monde.
Il bénéficie le 24 juillet 2015 du soutien de l'association des Travailleurs Maghrébins de France à la suite d'une grève de la faim devant le siège des Nations unies à Genève,,,.
En 2023, l’association nationale des médias et des éditeurs soutient Driss Chahtane face aux allégations d’Ali Lmrabet.

## Controverses
Le 21 novembre 2001, le tribunal de première instance de Rabat condamne All Lmrabet à quatre mois de prison ferme et 30.000 dirhams d’amende.
All Lmrabet est incarcéré le 21 mai 2003, immédiatement après sa condamnation à quatre ans de prison ferme et 20 000 dirhams d'amende pour «outrage à la personne du Roi», “atteinte à l'intégrité territoriale” et “atteinte au régime monarchique”, par le tribunal de première instance de Rabat. Il avait ensuite été condamné par la cour d'appel de Rabat le 17 juin à trois ans de prison ferme et 20.000 dirhams d'amende, ainsi qu’à l'interdiction de ses deux publications,.
Il mène une grève de la faim du 6 au 23 mai 2003.
Il refuse le transfèrement sanitaire vers la France qui lui avait été proposé par des responsables français.
Le 7 janvier 2004, il bénéficie avec 32 autres condamnés politiques et militants des droits de l’homme de la grâce royale, dont Mohamed Rachid Chrii, vice secrétaire-général de la section de l'Association marocaine des droits de l'Homme, et Dkhil El Moussaoui, Ali Salem Tamek et Bazid Salek, membres la section Sahara du Forum Vérité et Justice,,,,.
Il a été condamné en 2005 à dix ans d'interdiction de l'exercice de la profession de journaliste pour avoir déclaré à un hebdomadaire marocain que les prisonniers saharaouis à Tindouf (Algérie), étaient des « réfugiés » et non des « séquestrés »,,,,,.
Le 31 janvier 2008, la chambre criminelle près le tribunal de première instance d’Almeria a rejeté une plainte déposée en avril 2006 par Ali Lmrabet contre le correspondant de la MAP à Madrid, Said Ida Hassan,.